# Grand 10 Berlin
Grand 10 Berlin — ежегодный 10-километровый шоссейный пробег, который проводится в городе Берлин, Германия. Соревнования проводятся с 2008 года, в середине октября. Наряду с основной дистанцией проходит эстафета 2×5 для всех желающих и дистанция 800 метров для детей. Дистанция проходит по улицам города, а старт и финиш пробега находятся возле дворца Шарлоттенбург.

## Победители
Рекорд трассы
| №   | Год  | Победитель у мужчин   | Время (м:с) | Победитель у женщин  | Время (м:с) |
| --- | ---- | --------------------- | ----------- | -------------------- | ----------- |
| 1-й | 2008 | Саймон Касимили (KEN) | 28:44       | Ульрика Майш (GER)   | 34:53       |
| 2-й | 2009 | Ян Крейсингер (CZE)   | 29:46       | Джон Джепкорир (KEN) | 33:48       |
| 3-й | 2010 | Леонард Комон (KEN)   | 27:12       | Агнешка Гортел (POL) | 34:08       |
| 4-й | 2011 | Леонард Комон (KEN)   | 27:15       | Мара Ямаучи (GBR)    | 32:19       |
| 5-й | 2012 | Леонард Комон (KEN)   | 27:46       | Анна Ханэр (GER)     | 33:50       |